# Pisauridae
Los pisáuridos (Pisauridae) son una familia de arañas araneomorfas que engloba a unas 335 especies, distribuidas por todo el mundo. Viven en el suelo, en la superficie de aguas estancadas y en plantas acuáticas. Son arañas grandes que se parecen a las arañas lobo (Lycosidae) en la forma que tienen de cazar y atrapar a la presa. Su caparazón es ovalado con marcas longitudinales. Las hembras llevan las ootecas, parte que las integra en los quelíceros, colgando bajo su cuerpo. Cuando nacen las crías las colocan en unas telarañas con forma de carpa, donde las cuidan hasta la segunda muda de piel.

## Géneros
Se reconocen los siguientes géneros:
- Afropisaura Blandin, 1976
- Archipirata Simon, 1898
- Architis Simon, 1898
- Blandinia Tonini et al., 2016
- Bradystichus Simon, 1884
- Caripetella Strand, 1928
- Charminus Thorell, 1899
- Chiasmopes Pavesi, 1883
- Cispinilus Roewer, 1955
- Cispius Simon, 1898
- Cladycnis Simon, 1898
- Conakrya Schmidt, 1956
- Dendrolycosa Doleschall, 1859
- Dolomedes Latreille, 1804
- Eucamptopus Pocock, 1900
- Euprosthenops Pocock, 1897
- Euprosthenopsis Blandin, 1974
- Hala Jocqué, 1994
- Hygropoda Thorell, 1894
- Ilipula Simon, 1903
- Inola Davies, 1982
- Maypacius Simon, 1898
- Megadolomedes Davies & Raven, 1980
- Nilus O. Pickard-Cambridge, 1876
- Papakula Strand, 1911
- Paracladycnis Blandin, 1979
- Perenethis L. Koch, 1878
- Phalaeops Roewer, 1955
- Pisaura Simon, 1885
- Pisaurina Simon, 1898
- Polyboea Thorell, 1895
- Qianlingula Zhang, Zhu & Song, 2004
- Rothus Simon, 1898
- Sphedanus Thorell, 1877
- Stoliczka O. Pickard-Cambridge, 1885
- Tallonia Simon, 1889
- Tapinothele Simon, 1898
- Tapinothelella Strand, 1909
- Tapinothelops Roewer, 1955
- Tetragonophthalma Karsch, 1878
- Thalassiopsis Roewer, 1955
- Thaumasia Perty, 1833
- Tinus F. O. Pickard-Cambridge, 1901
- Tolma Jocqué, 1994
- Voraptipus Roewer, 1955
- Vuattouxia Blandin, 1979
- Walrencea Blandin, 1979